# Velká synagoga (Paříž)
Velká synagoga v Paříži (francouzsky Grande Synagogue de Paris) nebo též Synagoga Victoire (Synagogue de la Victoire) je největší synagoga ve Francii. Nachází se v Paříži v 9. obvodu v ulici Rue de la Victoire č. 44, podle které je pojmenována, neboť synagogy v Paříži nesou jména ulic, ve kterých sídlí. Byla vysvěcena v roce 1874, roku 1987 byla prohlášena kulturní památkou.

## Historie
Nejstarší pařížská synagoga v ulici Rue Notre-Dame-de-Nazareth začala již několik let po svém otevření v roce 1852 kapacitně nedostačovat. V roce 1865 bylo proto rozhodnuto o výstavbě dalších dvou. Město Paříž se zavázalo, že ponese polovinu nákladů na jejich výstavbu. Navíc poskytlo jeden pozemek v ulici Rue des Tournelles ve čtvrti Marais, kde již v 18. století žila početná skupina židů, a druhý v ulici Rue de la Victoire v 9. obvodu.
V roce 1867 začala výstavba synagogy v Rue de la Victoire. Stavební práce byly přerušeny prusko-francouzskou válkou a byly dokončeny v roce 1876. Slavnostní otevření synagogy proběhlo již v roce 1874. Architektem stavby byl Alfred-Philibert Aldrophe (1834-1895), který postavil rovněž synagogy ve Versailles a Enghien-les-Bains v Île-de-France.
Dne 21. dubna 1890 měl v synagoze svatbu Alfred Dreyfus, známý z pozdější Dreyfusovy aféry.
V neděli před židovským svátkem Roš ha-šana se v této synagoze koná vzpomínková ceremonie na oběti deportací za druhé světové války, kterou přenáší televize.

## Architektura
Synagoga v ulici Rue de la Victoire je největší synagogou ve Francii s kapacitou 1800 osob. Je 38 metrů vysoká, 44 metry dlouhá a 17 metrů široká.
Na základě románských prvků jako jsou obloukové arkády a tvar oken se stavba řadí k typu novorománských synagog. Fasáda do ulice je tvořena třemi částmi. V dolní se nachází trojitý portál. Na římse mezi prvním a druhým patrem je hebrejský citát z knihy proroka Izajáše: „…ve svém domě modlitby je oblažím radostí (…); Můj dům se bude nazývat domem modlitby pro všechny národy.“ Iz 56, 7 (Kral, ČEP) Prostřední část je opatřena třemi arkádami, v každé je dvojité obloukovité okno s rozetou. Fasáda je zakončená obloukovým štítem, který je opatřen velkou rozetou a po obvodu nese hebrejský nápis „Není to nic jiného než dům Boží, je to brána nebeská.“ Gn 28, 17 (Kral, ČEP) Uprostřed štítu na jeho vrcholu jsou umístěny desky s desaterem.
Ze vstupní haly v přízemí vedou schody na galerii žen. Synagoga má tři lodě, z nichž střední má trojnásobnou šířku oproti bočním lodím. Nad každou boční lodí je empora. Nad arkádami běží vlys, na kterém je v hebrejštině deset přikázání. V dalším patře je triforium s dalšími menšími arkádami, které pokračují k chóru. Nad nimi je řada rozet tvořící okna.
Loď je ukončena monumentálním obloukem, za kterým se nachází chór. Před chórem se nachází bima, za ní stojí osmiramenný stříbrný svícen, dar Gustava Rothschilda. Chór je tvořen pěti velkými arkádami, které symbolizují pět knih Tóry. Před prostřední arkádou stojí Aron ha-kodeš (výklenek se schránou na Tóru), ke kterému vede deset mramorových schodů. Výklenek je opatřen rozetou a na jeho vrcholu jsou umístěny desky s desaterem. Ve zbývajících arkádách je 12 oken symbolizující dvanáct izraelských kmenů. V arkádách je rovněž pět rozet, jichž střed tvoří Davidova hvězda, a které odkazují na Abraháma, Mojžíše, Davida, Izajáše a Ezdráše.